# Budimski krški sustav
Budimski krški sustav predstavlja više od 80 špilja Budimskog gorja (dijela Srednjodunavskog gorja) od koji su najpoznatije i najveće Špilja planine vidikovca (Szemlõhegy) i stalaktitna špilja Pavlove doline (Pál-völgyi). Neke od njih su koristili špiljski ljudi (npr. Pustinjačku gornju špilju), dok su druge također odigrale važnu ulogu u povijesti (poput ratnog skrovišta u labirintu špilja Budimskog dvorca, te rudarstva u špilji Velike vapnenačke planine (Nagy-Hárs-hegyen) ili u Špilji hrabrih (Bátori-barlang), itd.). 
God. 1994., Mađarska je šest špilja budimskog krškog sustava nominirala za upis na UNESCO-ov popis mjesta svjetske baštine u Europi.
| Ime                               | Izvorni naziv             | Duljina | Godina otkrića | Opis |
| --------------------------------- | ------------------------- | ------- | -------------- | --- |
| Stalaktitna špilja Pavlove doline | Pál-völgyi-cseppkőbarlang | 7,4 km  | 1904.          | Špilja Pavlove doline, koja je nastala djelovanjem termalnih voda, nalazi se u drugoj četvrti glavnog grada i otkrivena je 1904. godine prilikom iskapanja kamena. Njezina do sada istražena duljina od 7,4 km ujedno je i treći najduži špiljski prostor Mađarske. Oko 500 m toga prostora se može posjetiti od 1919. god. Galerije labirintskog sustava su ukrašene karakterističnim otopljenim oblicima i mineralnim padalinama, kao i sigama na nekim mjestima. |
| Špilja planine vidikovca          | Szemlő-hegyi-barlang      | 2,2 km  | 1930.          | Špilja planine vidikovca je otkrivena 1930. god., a nalazi na udaljenosti od 800 m od Špilje Pavlove doline gdje je su po prvi put otrkiveni termalni izvori Budima. Uska i visokih prolaza, bogato je prekrivena kokičastim formacijama minerala nalik cvjetači i grožđu. Ova 2200 m duga špilja koju su njezini otrkivači prozvali "cvjetnim vrtom Budimpešte" je otvorena za javnost 1986. god.                                                                  |
| Špilja Franjine planine           | Ferenc-hegyi-barlang      | 4,1 km  | 1933.          | Špilja Franjine planine je otkrivena 1933. god. tijekom podzemnih drenažnih radova. Labirintski sustav ukupne dužine od 4100 m nalazi se na relativno malom prostoru. Jakovljeve kapice i cjevulje se mogu pronaći samo u ovoj špilji, dok su najčešće sige nalik grožđu (botryoidal). |
| Špilja Matijašove planine         | Matyas-hegyi-barlang      | 4,9 km  | 1930-ih        | Špilja Matijašove planine se nalazi u neposrednoj blizini Špilje Pavlove doline. One imaju vrlo sličnu morfologiju i vjerojatno su prošlosti bili dio istog sustava. Ova špilja je otkrivena 1930-ih, i dodanas je njezina otkrivena duljina 4900 m. Najdublja točka u špilji se nalazi na 113 m nadmorske visine, gdje doseže sadašnju razinu krša. |
| Špilja Josipove planine           | József-hegyi-barlang      | 5,67 km | 1984.          | "Kristalna" špilja Josipove planine je otkrivena 1984. godine i najbogatija je sigama. Njezina dosada izmjerena dužina je oko 4800 m, a najveća dvorana u špilji, promjera od 70 m dužine, 15 m širine i 20 m visine, je jedna od najvećih hidrotermalnih komora na svijetu. Ova lijepa špilja je prepuna iglama aragonita, multi-generiranim kristalima gipsa i snježno bijelim kalcitnim botridima.                                                               |
| Špilja Molnára Jánosa             | Molnár János-barlang      | 7 km    | 1856.          | Špilja Molnára Jánosa je nazvana po svom pronalazaču i istraživaču iz 19. st. Ona je jedina aktivna jer se spušta ispod krških razina i poznata je samo zahvaljujući istraživanju ronioca. Njezina duljina je 400 metara i u njezinom sustavu se može mjeriti miješanje voda različitih temperatura. |

## Poveznice
Najslavnije krške tvorevine na svijetu:
- Nacionalni park Phong Nha Ke Bang i Zaljev Hạ Long, Vijetnam
- Gunung Mulu, Malezija
- Škocjanske jame, Slovenija
- Južnokineski krš

## Vanjske poveznice
- Krške špilje Aggteleka i Slovačkog krša, UNESCO-ova svjetska baština Mađarske i Slovačke